# Charmosyna meeki
El lori de Meek (Charmosyna meeki) es una especie de ave psitaciforme de la familia Psittaculidae endémica del archipiélago de las islas Salomón.

## Descripción
El lori de Meek mide alrededor de 16 cm de largo. Su plumaje es principalmente verde con el píleo azulado. Su pico es anaranjado.

## Distribución y hábitat
Se encuentra únicamente en las selvas húmedas montanas de las islas más elevadas del archipiélago de las Salomón, tanto en las pertenecientes a Papúa Nueva Guinea como en las de las islas Salomón, principalmente entre los 1000 y 1200 metros de altitud.